# Кукутень (Ботошань)
Кукутень, Кукутені (рум. Cucuteni) — село у повіті Ботошані в Румунії. Входить до складу комуни Дурнешть.
Село розташоване на відстані 379 км на північ від Бухареста, 34 км на схід від Ботошань, 77 км на північний захід від Ясс.

## Населення
За даними перепису населення 2002 року у селі проживали 917 осіб, з них 916 осіб (99,9%) румунів. Усі жителі села рідною мовою назвали румунську.